# سون کی-چانگ
سون کی-چانگ (کره‌ای: 손기정؛ ۲۹ اوت ۱۹۱۴ – ۱۵ نوامبر ۲۰۰۲) دونده ماراتن اهل کُره بود که به نمایندگی از کشور ژاپن در بازی‌های المپیک شرکت کرد.
از افتخارات وی می‌توان به کسب مدال طلای دو ماراتن در بازی‌های المپیک تابستانی ۱۹۳۶ اشاره کرد.